# Марценюк Тамара Олегівна
Тама́ра Оле́гівна Марценю́к (нар. 2 липня 1981) — українська вчена, соціологиня, гендерна дослідниця, освітня активістка, кандидатка соціологічних наук, доцентка кафедри соціології Національного університету «Києво-Могилянська академія», гендерна експертка Української гельсінської спілки з прав людини, гостьова дослідниця за програмою ім. Фулбрайта у Колумбійському університеті (США, 2017—2018).
Авторка понад 100 наукових праць, низки публіцистичних статей, розділів підручників і книг, зокрема «Гендер для всіх. Виклик стереотипам» (2017), «Чому не варто боятися фемінізму» (2018), «Захисники галактики: влада і криза в чоловічому світі» (2020). За ці книги Тамарі Марценюк за рішенням Вченої ради НаУКМА від 28 січня 2021 року присуджено Премію імені Петра Могили в галузі суспільних наук. У 2019 році Тамара увійшла до рейтингу «25 найкращих письменників України» журналу «Фокус». Лавреатка премії Емми Ґолдман 2023 року.
Викладає на кафедрі соціології Національного університету «Києво-Могилянська академія» авторські курси «Вступ до гендерних студій», «Гендер і політика», «Маскулінність і чоловічі студії», «Соціальні проблеми України і світу» та інші.
З 2018 — головна редакторка наукового журналу "Наукові записки НаУКМА. Соціологічні науки".
З 2019 — Голова Комітету протидії дискримінації, сексуальним домаганням і булінгу в НаУКМА, співрозробниця Політики протидії дискримінації, сексуальним домаганням і булінгу в НаУКМА. У 2018 році НаУКМА став першим ЗВО в Україні, який запровадив відповідну внутрішньоуніверситетську політику. 
Тамара проводить тренінги для широкої цільової аудиторії: журналістів, аналітичних центрів, державних службовців, політикинь, громадських активістів тощо. Допомагає громадським організаціям і аналітичним центрам розробляти внутрішньоорганізаційні політики недискримінації та гендерної рівності. 

## Біографія
Народилася 1981 року в місті Ковель, Волинська область. Закінчила середню школу № 11 зі золотою медаллю. Навчання продовжила в Національному університеті «Києво-Могилянська академія» за спеціальністю соціологія.
«Передусім (я вибрала НаУКМА), тому що це був україномовний виш. Я родом з Волинської області, з україномовного середовища, й мені хотілося навчатися рідною мовою. А на той час, у кінці 90-х, навіть провідні виші були двомовними. Ще мені дуже сподобалася концепція — нестандартний підхід до навчання і виклик традиційній пострадянській освіті. Спрацювало й „сарафанне радіо“, бо в моїй школі уже були ті, хто вчилися в Києво-Могилянській академії і давали дуже хороші відгуки.
А спеціальність я вибрала абсолютно випадковим чином, методом виключення. Знала, що не хочу йти на економіку, право, інші дисципліни. Обрала соціологію — і ні краплі не шкодую», — пояснює Тамара.
2002 року отримала в НаУКМА диплом бакалавра, 2004-го — магістра. Пізніше вступила в аспірантуру на програму «Соціальні структури та соціальні відносини» (2004—2007).
2005 року Тамара Марценюк почала викладати на кафедрі соціології НаУКМА й одночасно дистанційно навчатися на курсі «Міжкультурна комунікація» в Университеті Готланда (Швеція). У 2006—2007 роках пройшла стажування в Гетеборзькому університеті за програмою Вісбі. Також під час роботи у відділі міжнародного співробітництва НаУКМА (2004—2011) вона консультувала студентів і викладачів щодо різноманітних міжнародних грантових поїздок, проводила презентації освітніх програм, приймала міжнародних студентів та дослідників, організовувала конференції та літні школи. Цей досвід став основою її курсів та книжок про здобуття освіти за кордоном.[неавторитетне джерело]
30 жовтня 2009 року — захистила дисертацію за темою «Інституційні засади регулювання ґендерних відносин».
З 2007 року брала участь у роботі організації Amnesty International.
З 2009 року — членкиня Соціологічної асоціації України.
2013—2016 роках — співзасновниця, координаторка гендерного напрямку журналу соціальної критики «Спільне». Співредакторкою випуску № 6 «Гендер і праця».
Мала членство в ГО «Спудейське братство НаУКМА».[джерело?]
З 2017 року проводить тренінги у Ковельській літній школі лідерства.

## Відзнаки
2023 року Марценюк стала лавреаткою премії Емми Ґолдман «за видатні досягнення та внесок у дослідження фемінізму та нерівності».

## Наукові інтереси та дослідження
Близько 20 років займається дослідженнями на гендерну тематику. Сфера наукових інтересів – соціальна структура суспільства і гендерні відносини, гендер і політика, різноманітні форми жіночого активізму (у період від ЄвроМайдану 2013-2014 років до повномасштабного вторгнення), гендерна рівність у секторі безпеки та оборони
Має популярний онлайн курс на платформі «Prometheus» «Жінки і чоловіки: гендер для всіх». Поділяє ідею публічної соціології – науки й досліджень заради суспільних змін, тому постійно залучена у різноманітні міжнародні дослідницькі або викладацькі проєкти.
Із 2015 року разом із дослідницькою командою (Анною Квіт і Ганною Гриценко) провела серію із пʼяти соціологічних досліджень “Невидимий батальйон” про становище жінок у Збройних силах України. 
Співавторка курсу “Гендерна рівність та протидія сексуальним домаганням у військовій сфері”, платформа “Prometheus”.

## Видані книжки
- «По світу по освіту: посібник із міжнародного стипендійного навчання» (перше видання 2015 року; друге доповнене видання 2020 року разом у співавторстві з Анною Лисюк, 10 % прибутку від продажу електронної версії книги у форматі pdf, за інформацією на сайті проєкту,[9] іде на розвиток освітніх ініціатив в Україні)
- «Гендер для всіх. Виклик стереотипам» (2017, створена на основі матеріалів авторського курсу «Жінки і чоловіки: гендер для всіх»)
- «Чому не варто боятися фемінізму» (2018, після виходу цієї книжки авторка посіла 12 місце в рейтингу найкращих письменників України за версією редакції журналу «Фокус»).[3]
- «Захисники галактики: влада і криза в чоловічому світі» (2020)

## Основні публікації
- Ґендерна соціалізація як процес формування маскулінних та фемінних ознак ґендерної ідентичності // Наукові записки НаУКМА. Соціологічні науки — 2004. — т. 32. — С. 33-41
- Про що говорить Майдан: якісний контент-аналіз надписів на плакатах учасників «помаранчевої революції» // Наукові записки НаУКМА. Соціологічні науки — 2005. — т. 46. — С. 60-65
- Sociological Aspect of Gender Equality Implementation in Sweden (Gothenburg University as Case Study) // Наукові записки НаУКМА. Соціологічні науки — 2006. — т. 58. — С. 70-79
- Сучасний стан ґендерної рівності у Швеції // Ґендерні стереотипи індивідуального здоров'я: Матеріали міжнар. наук.-практич. конф. (3 жовтня 2007 р., м. Луцьк). — Луцьк, 2007. — С. 130—135.
- Марценюк Т. О. Стан гендерної рівності в Україні: міжнародний аспект [Архівовано 1 грудня 2017 у Wayback Machine.] / Марценюк Т. О. // Наукові записки НаУКМА. — 2007. — Т. 70 : Соціологічні науки. — С. 53-59.
- Ґендерна дискримінація на ринку праці в Україні: соціологічний аналіз // Праця і закон. — 2008. — № 02 (98). — С. 16-19
- Gender Research in Sweden: Plurality of Concepts (Y. Hirdman vs. P. de los Reyes) // Lyčių studijos ir tyrimai (Gender Studies and Research). — 2008 (5). — P. 104—108.
- Марценюк Т. О. Гендерна дискримінація на ринку праці в Україні (на прикладі сексуальних домагань) [Архівовано 1 грудня 2017 у Wayback Machine.] / Марценюк Т. О. // Наукові записки НаУКМА. — 2008. — Т. 83 : Соціологічні науки. — С. 50-55.
- Марценюк Т. О. Гендерні стереотипи зовнішньої реклами (на прикладі Подолі міста Києва) [Архівовано 1 грудня 2017 у Wayback Machine.] / Марценюк Т. О., Рождественська О. А. // Наукові записки НаУКМА. — 2009. — Т. 96 : Соціологічні науки. — С. 82-88.
- Марценюк Т. О. Гендерні відносини на ринку праці у Швеції [Архівовано 1 грудня 2017 у Wayback Machine.] / Марценюк Т. О., Чечеринда Д. О. // Наукові записки НаУКМА. — 2010. — Т. 109 : Соціологічні науки. — С. 51-59.
- Martsenyuk T. The State of the LGBT Community and Homophobia in Ukraine [Архівовано 1 грудня 2017 у Wayback Machine.] / Tamara Martsenyuk // Problems of Post-Communism. — 2012. — Vol. 59, No. 2. — P. 51-62.
- Марценюк Т. О. ЛГБТ сім'ї в Україні: відтворення патріархату чи альтернатива владному дискурсу? [Архівовано 1 грудня 2017 у Wayback Machine.] / Марценюк Т. О. // Наукові записки НаУКМА. — 2012. — Т. 135: Соціологічні науки. — С. 50-58.
- Марценюк Т. О. Гендерна сегрегація ринку праці: яку роботу шукають жінки і чоловіки (на прикладі бази резюме і вакансій hh.ua) [Архівовано 1 грудня 2017 у Wayback Machine.] / Тамара Марценюк // Спільне. — 2013. — № 6. — С. 89-95.
- Марценюк Т. О. Проблеми ромів в Україні: гендерні аспекти [Архівовано 1 грудня 2017 у Wayback Machine.] / Тамара Марценюк // Український соціологічний журнал. — 2013. — № 1-2. — С. 54-60
- Бурейчак Т. С. Скандинавська утопія? : гендерна рівність і трудові vs. репродуктивні ресурси у Швеції [Архівовано 1 грудня 2017 у Wayback Machine.] / Тетяна Бурейчак, Тамара Марценюк // Спільне. — 2013. — № 6 : Гендер і праця. — C. 189—194.
- Марценюк Т. О. Водіння автомобіля і гендерні стереотипи: міфи та реальність про жінок за кермом у контексті глобальних змін [Архівовано 1 грудня 2017 у Wayback Machine.] / Тамама Марценюк, Катерина Бойко // Ґендерний журнал «Я». — 2013. — № 2(33): Гендер і глобалізація. — С. 35-38.
- Mothers and Daughters of the Maidan: Gender, repertoires of violence, and the division of labour in Ukrainian protests // Social, Health, and Communication Studies Journal. — Vol. 1. — No. 1 (November 2014): Contemporary Ukraine: A case of Euromaidan. — PP. 105–126.
- The prevalence of violence against women and girls [Архівовано 1 грудня 2017 у Wayback Machine.] [Архівовано 1 грудня 2017 у Wayback Machine.] / Inna Volosevych, Tamila Konoplytska, Tetiana Kostiuchenko, Darina Mikhanchuk, Tamara Martsenyuk. - Kyiv : [s. n.], 2014. - 55 p.
- Марценюк Т. О. Дискримінація за гендерною ідентичністю в Україні на прикладі трансгендерних людей [Архівовано 22 березня 2022 у Wayback Machine.] / Марценюк Т. О., Колеснік В. С. // Вісник Національного технічного університету України «Київський політехнічний інститут»: політологія, соціологія, право: збірник наукових праць. — 2014. — № 2. — С. 95-105.
- Марценюк Т. О. Гендерний розподіл праці в українському суспільстві на прикладі подвійного навантаження [Архівовано 1 грудня 2017 у Wayback Machine.] / Тамара Марценюк, Марина Бардіна // Збірник наукових праць. Методологія, теорія та прктика соціологічного аналізу сучасного суспільства. — 2014. — вупуск 20. — С. 231—242.
- Марценюк Т. О. Гендерна рівність і недискримінація: посібник для експертів і експерток аналітичних центрів [Архівовано 1 грудня 2017 у Wayback Machine.] [Архівовано 1 грудня 2017 у Wayback Machine.] / Марценюк Т. О. - Київ : [б. в.], 2014. - 65 с.
- Єфанова Ірина. Гендерна сегрегація на ринку праці України у сфері інформаційних технологій [Архівовано 1 грудня 2017 у Wayback Machine.] / І. В. Єфанова, Т. О. Марценюк // Вісник Львівського університету. Серія соціологічна. — 2014. — Вип. 8. — С. 69–81.
- Марценюк Т. О. «Я б хтіла, аби мої діти не знали, що таке циганська жизнь»: становище ромських громад в українському суспільстві [Архівовано 1 грудня 2017 у Wayback Machine.] / Тамара Олегівна Марценюк // Вісник НТУУ «КПІ». Політологія. Соціологія. Право. — 2014. — № 1(21). — С. 66-72.
- Марценюк Т. О. Кращі практики забезпечення гендерної рівності на роботі: міжнародний досвід і Україна [Архівовано 1 грудня 2017 у Wayback Machine.] / Тамара Марценюк // Я: гендерний журнал. — 2014. — № 2. — С. 16-21.
- Костюченко Т. С. Жінки в політиці в Україні та Грузії: громадська думка і мережева підтримка [Архівовано 1 грудня 2017 у Wayback Machine.] / Костюченко Т. С., Марценюк Т. О., Оксамитна С. М. // Наукові записки НаУКМА. — 2014. — Т. 161 : Соціологічні науки. — С. 72-83.
- Марценюк Т. О. Ранні шлюби в Україні: хто і чому одружується в ранньому віці [Архівовано 1 грудня 2017 у Wayback Machine.] / Марценюк Т. О. // Наукові записки НаУКМА. — 2014. — Т. 161 : Соціологічні науки. — С. 83-90.
- Martsenyuk T. Women's Top-Level Political Participation: Failures and Hopes of Ukrainian Gender Politics [Архівовано 1 грудня 2017 у Wayback Machine.] / [Tamara Martsenyuk] // New Imaginaries: Youthful Reinvention of Ukraine's Cultural Paradigm / edited and translated Marian J. Rubchak. — New York, 2015. — Part 1.1. — P. 33-52.
- Kostiuchenko T. Women Politicians and Parliamentary Elections in Ukraine and Georgia in 2012 [Архівовано 1 грудня 2017 у Wayback Machine.] / Tetiana Kostiuchenko, Tamara Martsenyuk, and Svitlana Oksamytna // East/West: Journal of Ukrainian Studies. — 2015. — Vol. 2, N. 2. — P. 83-110.
- Martsenyuk T. Gender Issues in Ukraine: Were the EuroMaidan Protests Patriarchal or Egalitarian? [Архівовано 1 грудня 2017 у Wayback Machine.] [Архівовано 1 грудня 2017 у Wayback Machine.] / Tamara Martsenyuk // Anti-Gender Movements on the Rise? Strategising for Gender Equality in Central and Eastern Europe / Heinrich Böll Foundation. - [Berlin : Heinrich Böll Foundation, 2015]. - P. 73-81.
- Марценюк Т. О. Забезпечення ґендерної рівності в Україні: обізнаність із законодавством і досвід дискримінації [Архівовано 1 грудня 2017 у Wayback Machine.] / Т. О. Марценюк, Т. С. Костюченко, І. В. Волосевич // Наукові записки НаУКАМА. — 2015. — Т. 174: Слоціологічні науки. — С. 70-81
- Марценюк Т. О. Становище сільських жінок в Україні: актуальність подвійних нерівностей [Архівовано 1 грудня 2017 у Wayback Machine.] / Тамара Марценюк // Я: гендерний журнал. — 2015. — № 2. — С. 10-13.
- Марценюк Т. О. Гендерні аспекти моди: конструювання ідентичності за допомогою одягу [Архівовано 1 грудня 2017 у Wayback Machine.] / Марценюк Тамара, Новик Тетяна // Наукові записки Національного університету «Острозька академія». — 2015. — Випуск 1 : Серія «Гендерні дослідження». — С. 124—141.
- Марценюк Т. О. Гендер і нація в українському суспільстві: маскулінності та Євромайдан 2013—2014 [Архівовано 1 грудня 2017 у Wayback Machine.] / Тамара Марценюк // Я: гендерний журнал. — 2015 (37). — № 1. — С. 4-9.
- Брильова Анастасія. Особливості політики гендерної пріоритетизації у вищій освіті: досвід Німеччини для України [Архівовано 1 грудня 2017 у Wayback Machine.] / А. Брильова, Т. Марценюк // Гендерна парадигма освітнього простору. — 2016. — № 3/4. — С. 78-88.
- Martsenyuk Tamara. Gender equality situation in Ukraine: challenges and opportunities [Архівовано 1 грудня 2017 у Wayback Machine.] / Tamara Martsenyuk // Gender Equality Policies and eu Integration — experience of Visegrad for EaP Countries. — 2016. — P. 203—225.
- Марценюк Т. О. Залученість жінок у політику: країни ЄС і Україна [Архівовано 15 листопада 2017 у Wayback Machine.] / Марценюк Т. О. // Гендерна рівність і розвиток: погляд у контексті європейської стратегії України. — 2016. — С. 235—243.
- http://ekmair.ukma.edu.ua/bitstream/handle/123456789/10735/Martsenyuk_The_Invisible_Battalion.pdf?sequence=1&isAllowed=y [Архівовано 1 грудня 2017 у Wayback Machine.] / Ganna Grytsenko, Anna Kvit, Tamara Martsenyuk ; The Ukrainian Women's Fund. — Kiev: [The Ukrainian Women's Fund], 2016. — 63 p.
- Марценюк Т. О. Рух батьків ЛГБТ дітей: міжнародний досвід для України [Архівовано 1 грудня 2017 у Wayback Machine.] / Тамара Марценюк, Валентина Колеснік // Толерантність у транзитивних суспільствах: філософський, правовий, політичний, соціологічний виміри: збірка наукових статей та есе. — 2016. — С. 146—157.
- Марценюк Т. О. Украинские женщины на войне : от Женской Сотни до "Невидимого батальона" : [ доклад в рамках VI Международного Конгресса исследователей Беларуси в Каунасе ...]: [електронний ресурс] / Тамара Марценюк // Гендерный маршрут. — 2016. — Mode of access: World Wide Web. — Title from the screen.
- Марценюк Т. О. Викладання масового онлайн-курсу «Жінки і чоловіки: гендер для всіх» [Архівовано 1 грудня 2017 у Wayback Machine.] / Тамара Марценюк // Я: гендерний журнал. — 2016 (40). — № 1. — С. 26-29.
- http://ekmair.ukma.edu.ua/bitstream/handle/123456789/9596/Martseniuk_Rol_cholovikiv.pdf?sequence=1&isAllowed=y [Архівовано 1 грудня 2017 у Wayback Machine.] / Марценюк Т. О., Колеснік В. С. // Наукові записки НаУКМА. Соціологічні науки. — 2016. — Т. 187. — С. 67-75.
- Єфанова Ірина. Гендерна нерівність на ринку праці України у сфері інформаційних технологій [Архівовано 1 грудня 2017 у Wayback Machine.] / І. Єфанова, Т. Марценюк // Вісник Київського національного університету імені Тараса Шевченка. — 2017. — № 1 (8). — С. 10-16.
- Martsenyuk Tamara. Women and Military in Ukraine: Voices of the Invisible Battalion [Архівовано 1 грудня 2017 у Wayback Machine.] / Tamara Martsenyuk, Ganna Grytsenko // UA: Ukraine Analytica. — 2017. — Issue 1 (7). — P. 29-37.
- http://ekmair.ukma.edu.ua/bitstream/handle/123456789/10906/Martsenyuk_Skopyk.pdf?sequence=1&isAllowed=y [Архівовано 1 грудня 2017 у Wayback Machine.] [Архівовано 1 грудня 2017 у Wayback Machine.] / [С. Макеєв, С. Оксамитна, А. Домаранська та ін.] ; за ред. : С. Макеєва, С. Оксамитної ; Нац. ун-т "Києво-Могилянська академія", НАН України, Ін-т соціології. - Київ : [НаУКМА], 2017. - 179 с. - Автори : С. Макеєв, С. Оксамитна, А. Домаранська, О. Іванов, Т. Костюченко, Л. Малиш, Т. Марценюк, С. Стукало. - Автори зазначено на звороті тит. арк.
- Марценюк Т. О. Чинники подолання «скляної стелі» в бізнесі в Україні [Архівовано 1 грудня 2017 у Wayback Machine.] / Марценюк Т. О., Адамська К. В. // Наукові записки НаУКМА. Соціологічні науки. — 2017. — Т. 196. — С. 52-65.
- Kostiuchenko T. Gender-based discrimination in Ukrainian enterprises: comparison of the views of experts, top-managers, and personnel [Архівовано 1 грудня 2017 у Wayback Machine.] / T. Kostiuchenko, T. Martsenyuk, A. Shurenkova // Наукові записки НаУКМА. Соціологічні науки. — 2017. — Т. 196. — С. 66-73.